# Fionn O'Shea
Fionn O'Shea (Dublin, 2 de janeiro de 1997) é um ator irlandês, mais conhecido por interpretar Ned Roche no filme Handsome Devil de 2016, Eddie no filme de 2020 Dating Amber e Jamie na série de televisão Normal People.

## Início da vida e educação
O'Shea frequentou o Gonzaga College em Ranelagh. Ele passou a treinar na Visions Drama School.

## Carreira
Em 2007, O'Shea fez sua estreia no cinema no curta irlandês New Boy; recebeu uma indicação ao Oscar de Melhor Curta em live action. Em 2009, ele fez sua estreia no cinema, interpretando um menino órfão em A Shine of Rainbows. Entre 2009 e 2012, ele apareceu em Roy, uma série de animação infantil irlandesa-britânica. Em 2016, ele interpretou Ned Roche no filme de comédia-drama irlandês Handsome Devil. No 15º Irish Film & Television Awards em 2018, ele foi indicado ao prêmio de Ator Principal e ao prêmio de Estrela em Ascensão. Em 2018, ele apareceu em Hang Ups, uma sitcom da televisão britânica. Também em 2018, ele apareceu em Innocent, uma minissérie da televisão britânica. Em 2019, ele desempenhou um papel coadjuvante no filme dramático The Aftermath. Em 2020, ele interpretou Eddie em Dating Amber e Jamie em Normal People.

## Filmografia

### Filmes
| Ano  | Título                  | Papel           | Notas          |
| ---- | ----------------------- | --------------- | -------------- |
| 2007 | New Boy                 | Seth Quinn      | curta-metragem |
| 2008 | Hoor                    |                 | curta-metragem |
| 2009 | The Mill                | Conor           | curta-metragem |
| 2009 | A Shine of Rainbows     | Menino órfão #1 |                |
| 2009 | Free Chips Forever!     | Tom             | curta-metragem |
| 2016 | The Siege of Jadotville | William Reidy   |                |
| 2016 | Handsome Devil          | Ned Roche       |                |
| 2018 | Earthy Encounters       | Kyle            | curta-metragem |
| 2019 | The Aftermath           | Barker          |                |
| 2020 | Dating Amber            | Eddie           |                |
| 2021 | Cherry                  | Arnold          |                |

### Televisão
| Ano       | Título                  | Papel             | Notas                           |
| --------- | ----------------------- | ----------------- | ------------------------------- |
| 2009–2012 | Roy                     | Jack              | 24 episódios                    |
| 2010      | The Santa Incident      | Hamley            | Telefilme                       |
| 2010      | Jack Taylor             | Peter Gannon      | Episódio: The Priest            |
| 2013      | Jack Taylor: Priest     | Peter Gannon      | Telefilme                       |
| 2014      | The Centre              | Corky Kavanagh    | 1 Episódio                      |
| 2018      | Innocent                | Jack              | 4 Episódios                     |
| 2018      | Hang Ups                | Ricky Pitt        | 6 Episódios                     |
| 2020      | The Letter for the King | Tristan           | Episódio: "Storm Clouds Gather" |
| 2020      | Normal People           | Jamie             | Papel recorrente; 5 episódios   |
| TBA       | Masters of the Air      | Sgt. Steve Bosser | Minissérie da Apple TV+         |

## Prêmios e indicações
| Ano  | Prêmio                               | Categoria                                    | Trabalho nomeado | Resultado | Ref.        |
| ---- | ------------------------------------ | -------------------------------------------- | ---------------- | --------- | ----------- |
| 2017 | FilmOut San Diego LGBT Film Festival | Melhor ator em um longa (Prêmios do Público) | Handsome Devil   | Venceu    | [ 3 ]       |
| 2018 | IFTA Film & Drama Awards             | Ator em um papel principal                   | Handsome Devil   | Indicado  | [ 4 ] [ 5 ] |
| 2018 | IFTA Film & Drama Awards             | Prêmio Estrela em Ascensão                   | Handsome Devil   | Indicado  | [ 4 ] [ 5 ] |
| 2021 | IFTA Film & Drama Awards             | Ator Principal em um Filme                   | Dating Amber     | Indicado  | [ 6 ]       |
| 2021 | IFTA Film & Drama Awards             | Ator Coadjuvante em um Drama                 | Normal People    | Venceu    |             |